# Televisão na Argélia

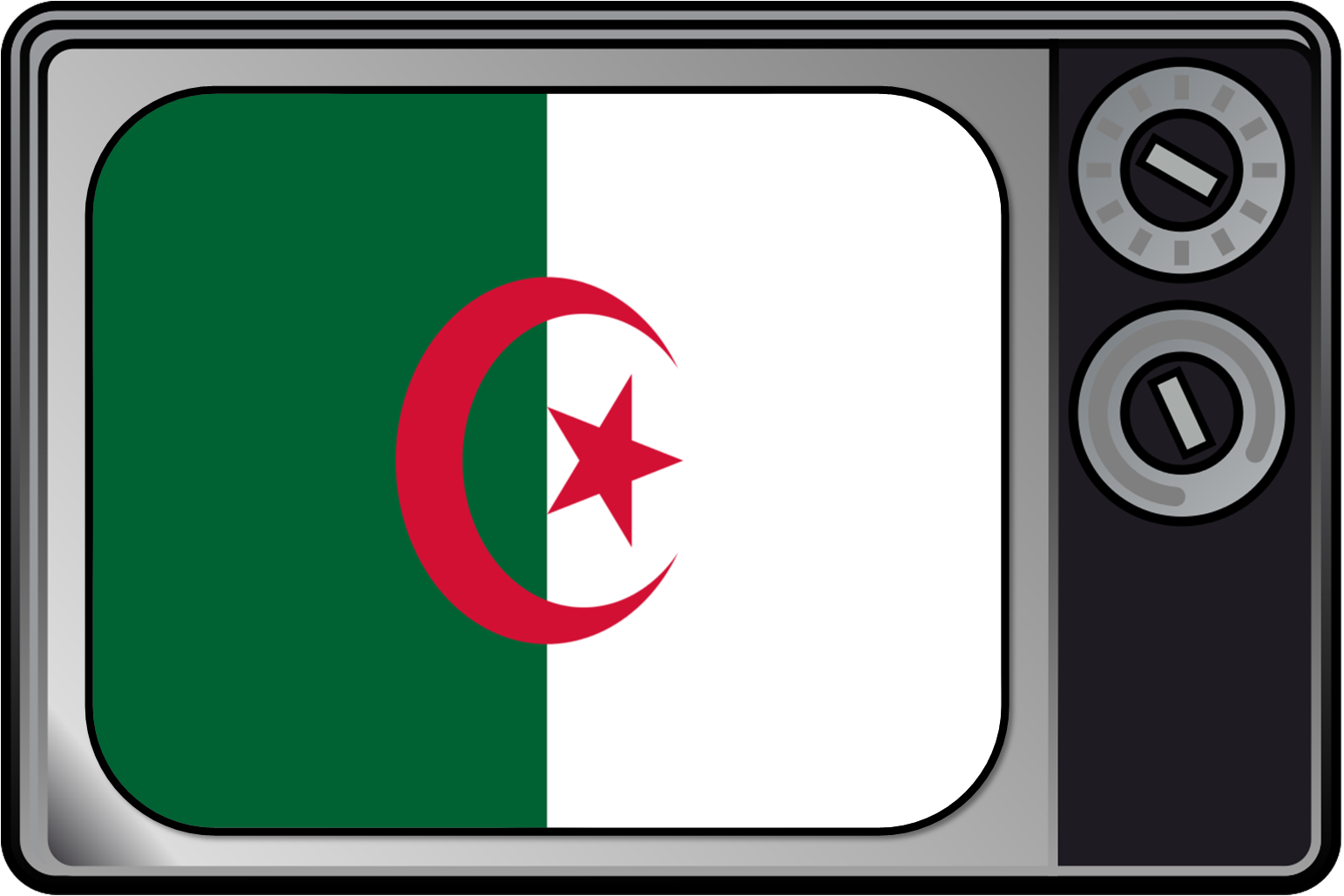
Aparelho de televisão com bandeira da Argélia

A televisão na Argélia foi lançada em 1956.

## Canais mais vistos
Audiência em janeiro de 2015:
| Posição | Canal        | Grupo                              | Audiência total (%) |
| ------- | ------------ | ---------------------------------- | ------------------- |
| 1       | Algérie 3    | Établissement public de télévision | 15.5%               |
| 2       | Ennahar TV   | Groupe Ennahar                     | 13.3%               |
| 3       | Echourouk TV |                                    | 13,1%               |
| 4       | Nessma TV    | Karoui & Karoui World              | 10,2%               |